# Gigantosaurus

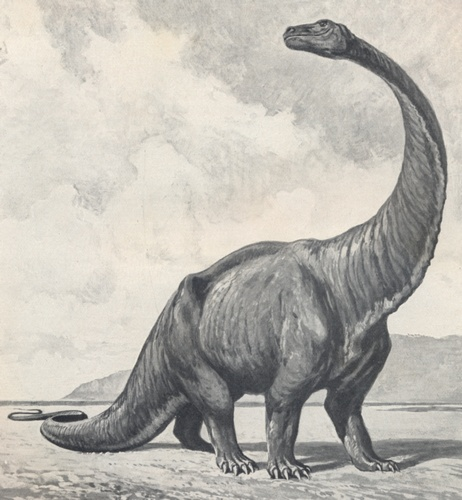
Rekonstruktion von Heinrich Harder aus dem Jahr 1912

 Gigantosaurus  („riesige Echse“) ist ein nur wenig bekannter sauropoder Dinosaurier aus dem heutigen England, der zu den pflanzenfressenden Brachiosauridae und damit zu den größten Landtieren der Erdgeschichte gehört.
Die Gültigkeit der von Harry Govier Seeley im Jahr 1869 aufgestellten Gattung ist jedoch zweifelhaft (Nomen dubium), da die zugehörigen Arten mittlerweile anderen Sauropodengattungen zugerechnet werden.
Die Länge von Gigantosaurus wurde auf bis zu 30 Meter geschätzt, so dass er damit der größte Dinosaurier Europas gewesen wäre. Die Haut könnte mit kleinen, sechseckigen Plättchen besetzt gewesen sein. Seine Fossilien wurden in Ablagerungen des Oberjura und der Unterkreide gefunden.
Alle bislang gefundenen Fossilien, die als Grundlage der jeweiligen Artbeschreibung der Gattung Gigantosaurus dienten, wurden jedoch zwischenzeitlich als Überreste von Vertretern anderer Gattungen identifiziert und die Arten entsprechend neu zugeordnet.
- Gigantosaurus africanus (E. Fraas, 1908) ist jetzt Barosaurus africanus
- Gigantosaurus dixeyi (Haughton, 1928) ist jetzt Malawisaurus dixeyi
- Gigantosaurus megalonyx (Seeley, 1869) ist jetzt Pelorosaurus humerocristatus
- Gigantosaurus robustus (E. Fraas, 1908) ist jetzt Janenschia robusta

Der Name Gigantosaurus wird häufig mit dem ähnlich klingenden Giganotosaurus, einem riesigen Raubsaurier, verwechselt.